# Principato di Roccafiorita
Il Principato di Roccafiorita fu uno stato feudale esistito in Sicilia tra il XVII secolo e gli inizi del XIX secolo, che corrispondeva al territorio dell'odierno comune di Roccafiorita, in provincia di Messina.

## Storia
Il feudo Acqua Grutta, nel Val Demone, di proprietà di Pietro Balsamo, marchese di Limina, venne popolato nel XVII secolo per opera di questi, che chiese ed ottenne il privilegio della licentia populandi dal re Filippo II di Sicilia. Il casale ivi costruito, nominato dapprima Rocca Kalfa, e successivamente Roccafiorita, fu elevato a principato per concessione fatta a Balsamo dal Re di Sicilia con privilegio del 13 aprile 1613, esecutoriato il 13 giugno 1614.
Il Balsamo, che dal suo matrimonio con Francesca d'Aragona Tagliavia, figlia di Carlo, principe di Castelvetrano, non ebbe discendenti maschi, donò i suoi titoli e feudi alla sorella Antonia, che sposata a Giacomo Bonanno Colonna, duca di Montalbano, ebbe per figlio Pietro, che s'investì di detti titoli e feudi il 25 marzo 1645. La famiglia Bonanno, conservò il possesso del Principato di Roccafiorita fino al 1812, anno in cui venne deliberata l'abolizione del feudalesimo nel Regno di Sicilia che portò alla sua soppressione. 
Giuseppe Bonanno Branciforte, VIII principe di Roccafiorita ed ultimo feudatario, fu parì del Regno di Sicilia nel 1812-16. Il titolo di Principe di Roccafiorita venne riconosciuto dal Regno d'Italia ad Antonino Bonanno Perez (1873-1916), bisnipote del suddetto Principe di Roccafiorita, con decreto ministeriale del 26 dicembre 1899.

## Cronotassi dei Principi di Roccafiorita

### Epoca feudale
- Pietro Balsamo, I principe di Roccafiorita (1613-1644)
- Pietro Bonanno Balsamo, II principe di Roccafiorita (1645-1660)
- Giacomo Bonanno, III principe di Roccafiorita (1661-?)
- Filippo Bonanno, IV principe di Roccafiorita (?.-1705)
- Francesco Bonanno, V principe di Roccafiorita (1706-1739)
- Giuseppe Bonanno, VI principe di Roccafiorita (1740-1780)
- Francesco Antonio Bonanno, VII principe di Roccafiorita (1781-1797)
- Giuseppe Bonanno, VIII principe di Roccafiorita (1798-1812)

### Epoca post-feudale
- Giuseppe Bonanno Branciforte (1812-1820)
- Antonino Bonanno Perez (1898-1916)